# Erich Leinsdorf
Erich Leinsdorf, nato Erich Landauer (Vienna, 4 febbraio 1912 – Zurigo, 11 settembre 1993), è stato un direttore d'orchestra austriaco naturalizzato statunitense.
Diresse e registrò opere alla guida di grandi orchestre internazionali sia in Europa che negli Stati Uniti.

## Biografia
Leinsdorf iniziò lo studio della musica all'età di cinque anni. Studiò poi direzione d'orchestra al Mozarteum di Salisburgo, e poi all'Università di Vienna e alla Vienna Academy of Music. Dal 1934 al 1937 lavorò come assistente di Bruno Walter e Arturo Toscanini al Festival di Salisburgo. Diresse poi alla Metropolitan Opera House di New York City dal 1938 debuttando con Die Walküre con Kirsten Flagstad, essendo particolarmente specializzato nell'esecuzione di musiche di Wagner; sempre nello stesso anno diresse Elettra (Strauss), Tannhäuser (opera) con Lauritz Melchior, Lohengrin (opera), Parsifal (opera); dopo l'improvvisa scomparsa di Artur Bodanzky nel 1939, Leinsdorf venne nominato capo del repertorio tedesco al Met e diresse il concerto All Wagner Program, Sigfrido (opera), Das Rheingold, Orfeo ed Euridice (Gluck), Die Meistersinger von Nürnberg, Der Rosenkavalier con Risë Stevens e Lotte Lehmann, Der fliegende Holländer e Tristan und Isolde; nel 1940 diresse Il crepuscolo degli dei e Pelléas et Mélisande (opera).
Nel 1942 Leinsdorf divenne un cittadino statunitense.  Dal 1943 fu per tre anni direttore musicale dell'Orchestra di Cleveland dove nel 1943 diresse la prima esecuzione assoluta nella Severance Hall di Cleveland della Sinfonia n. 2 di Bohuslav Martinů, ma dovette essere quasi sempre assente in quanto arruolato nelle forze armate statunitensi durante la seconda guerra mondiale; l'orchestra non gli rinnovò il contratto. Molti anni dopo, nel periodo di transizione fra Lorin Maazel e Christoph von Dohnányi, fra il 1982 ed il 1984, Leinsdorf ritornò a dirigere diversi concerti; Leinsdorf descrisse il suo ruolo come "il ponte fra i regimi".
Ancora al Metropolitan nel 1944 diresse Le nozze di Figaro con Ezio Pinza e Bidu Sayão.
Nel 1946 diresse la prima esecuzione assoluta a Londra dell'Introduzione e Valzer di Richard Strauss.
Al Wiener Staatsoper debutta nel 1947 con Schwanda, der Dudelsackpfeifer di Jaromír Weinberger e nello stesso anno dirige Fidelio.
Egli fu il direttore principale della Rochester Philharmonic Orchestra (Rochester (New York) dal 1947 al 1955 e quindi brevemente a capo della New York City Opera, prima di riassumere l'incarico con il Met dove nel 1957 diresse Arabella (opera) con Lisa Della Casa, nel 1958 Gianni Schicchi con Fernando Corena, Salomè (opera), Don Giovanni (opera), Madama Butterfly con Victoria de los Ángeles, Die Zauberflöte con Roberta Peters e Die Fledermaus, nel 1959 Macbeth (opera) con Leonard Warren, Leonie Rysanek e Carlo Bergonzi, Boris Godunov (opera) e Der Zigeunerbaron, nel 1960 Alceste (Gluck) con Eileen Farrell.
Al Bayreuther Festspiele nel 1959 diresse Die Meistersinger von Nürnberg e nel 1972 Tannhäuser con Dame Gwyneth Jones.
Nel 1962 venne nominato direttore musicale della Boston Symphony Orchestra. 
Nel 1966 dirige la prima rappresentazione nell'Opera House di Boston di Hippolyte et Aricie (Rameau).
Nel periodo trascorso a Boston realizzò diverse registrazioni per la RCA, ma ebbe spesso degli scontri con gli orchestrali e con gli amministratori dell'orchestra.
Più di una delle esecuzioni di Leinsdorf venne interrotta a causa di eventi storici. Il 22 novembre 1963, durante un concerto con la Boston Symphony Orchestra, egli dette questo triste annuncio: "Signore e Signori, abbiamo ricevuto una notizia di agenzia ... speriamo che non venga confermata, ma dubitiamo che ... che il Presidente degli Stati Uniti, sia rimasto vittima ... di un attentato. [il pubblico mormorò rumorosamente]. Suoneremo la Marcia funebre dalla Sinfonia n. 3 di Ludwig van Beethoven" Egli si riferiva all'assassinio di John F. Kennedy a Dallas.
Mentre dirigeva una serie di concerti con l'Orchestra filarmonica d'Israele nel 1967, Leinsdorf lasciò improvvisamente il paese allo scoccare della guerra dei sei giorni; egli partì così velocemente che dimenticò anche lo smoking. Dopo la defezione di Leinsdorf, il direttore d'orchestra indiano Zubin Mehta giunse in Israele per continuare la serie dei concerti nel corso della guerra.
Nel 1969 Leinsdorf lasciò la guida dell'orchestra di Boston continuando come la sua attività come direttore ospite in giro per il mondo per circa un ventennio.
Ancora al Wiener Staatsoper nel 1978 dirige Palestrina (opera) di Hans Pfitzner, nel 1981 Elettra con Christa Ludwig, la Jones e Walter Berry e nel 1984 Karl V di Ernst Křenek con Gundula Janowitz, Le nozze di Figaro e Tristan und Isolde. Fino al 1991 dirige 46 rappresentazioni viennesi.
In questo periodo fu particolarmente presente alla Metropolitan Opera dove nel 1980 diresse Fidelio con Hildegard Behrens e nel 1981 Die Frau ohne Schatten con Éva Marton e Birgit Nilsson a alla New York Philharmonic. Dal 1978 al 1980 fu direttore principale della Deutsches Symphonie-Orchester Berlin, a Berlino Ovest.  
Al Metropolitan diresse 483 rappresentazioni fino al marzo 1983.
Al Teatro alla Scala di Milano diresse tre concerti nel 1983.
Morì per un tumore a Zurigo in Svizzera, all'età di 81 anni.

## Registrazioni
Leinsdorf realizzò numerose registrazioni nel corso della sua carriera, compresi alcuni dischi a 78 giri per la  Columbia Records con la Cleveland Orchestra. Realizzò numerose registrazioni con la Los Angeles Philharmonic per Capitol. Negli anni cinquanta, diresse una serie di opere in stereofonia per la RCA Victor, a Roma, iniziando con la Tosca con Zinka Milanov, Jussi Bjoerling e Leonard Warren (RCA CD #63305). Continuò a registrare per la RCA come direttore musicale della Boston Symphony.

### Discografia selezionata
Registrazioni realizzate con la Boston Symphony Orchestra per RCA Records:
- 1962 Béla Bartók: Concerto for Orchestra - Boston Symphony Orchestra - Grammy Award for Best Orchestral Performance 1964
- 1964 Béla Bartók: Violin Concerto No. 2  Violinista, Joseph Silverstein
- 1969 Ludwig van Beethoven: Sinfonia n. 1 (Beethoven)
- 1967 Ludwig van Beethoven: Sinfonia n. 2 (Beethoven)
- 1962 Ludwig van Beethoven: Sinfonia n. 3 (Beethoven)
- 1966 Ludwig van Beethoven: Sinfonia n. 4 (Beethoven)
- 1968 Ludwig van Beethoven: Sinfonia n. 5 (Beethoven)
- 1969 Ludwig van Beethoven: Sinfonia n. 6 (Beethoven)
- 1966 Ludwig van Beethoven: Sinfonia n. 7 (Beethoven)
- 1969 Ludwig van Beethoven: Sinfonia n. 8 (Beethoven)
- 1969 Ludwig van Beethoven: Sinfonia n. 9 (Beethoven) Corale con la New England Conservatory Chorus and Chorus Pro Musica con solisti Jane Marsh, Josephine Veasey, Plácido Domingo, e Sherrill Milnes
- 1967 Ludwig van Beethoven: Le creature di Prometeo - Excerpts
- 1967 Ludwig van Beethoven: Piano Concerto No. 1 in C Major, Op. 15,  Pianista: Arthur Rubinstein
- 1967 Ludwig van Beethoven: Piano Concerto No. 2,  Pianista: Arthur Rubinstein
- 1965 Ludwig van Beethoven: Piano Concerto No. 3, Pianista: Arthur Rubinstein
- 1964 Ludwig van Beethoven: Piano Concerto No. 4, Pianista: Arthur Rubinstein/Boston Symphony Orchestra – Miglior interpretazione solista di musica classica con orchestra (Grammy) 1966
- 1963 Ludwig van Beethoven: Piano Concerto No. 5, Pianista: Arthur Rubinstein
- 1966 Ludwig van Beethoven: Coriolan Overture, Op. 62
- 1966 Ludwig van Beethoven: Leonore Overture No. 2, Op. 72
- 1963 Ludwig van Beethoven: Leonore Overture No. 3, Op. 72a
- 1965 Alban Berg:  Le Vin,  Solista:  Phyllis Curtin
- 1964 Alban Berg:  Wozzeck - excerpts,  Solista:  Phyllis Curtin
- 1964 Hector Berlioz: Damnation of Faust - Rakoczy March
- 1963 Johannes Brahms: Symphony No. 1
- 1964 Johannes Brahms: Symphony No. 2 in D Major, Op. 73
- 1966 Johannes Brahms: Symphony No. 3
- 1966 Johannes Brahms: Symphony No. 4 in E Minor, Op. 98
- 1964 Johannes Brahms: Piano Concerto No. 1, Pianista: Van Cliburn
- 1964 Johannes Brahms: Piano Concerto No. 1, Pianista: Arthur Rubinstein
- 1960 Johannes Brahms: Concerto No. 2 - Sviatoslav Richter/Chicago Symphony Orchestra – Miglior interpretazione solista di musica classica con orchestra (Grammy) 1961
- 1968 and 1969 Johannes Brahms: Requiem,  Soloisti: Montserrat Caballé e Sherrill Milnes con la New England Conservatory Chorus
- 1966 Johannes Brahms: Tragic Overture, Op. 81
- 1966 Anton Bruckner: Symphony No. 4, Romantica
- 1967 Elliot Carter: Piano Concerto, Pianista: Jacob Lateiner
- 1967 Michael Colgrass: As quiet as
- 1963 Norman Dello Joio: Fantasy and Variations, Pianista: Lorin Hollander
- 1967 Antonín Dvořák:  Symphony No. 6
- 1967 Antonín Dvořák:  Slavonic Dance, Op. 72, No. 2
- 1967 Antonín Dvořák:  Slavonic Dance, Op. 72, No. 8
- 1967 Antonín Dvořák:  Romance in F, Violinista: Itzhak Perlman
- 1963 Gabriel Fauré: Elegie, Cellista: Samuel Mayes
- 1966 Irving Fine:  Serious Song
- 1965 Irving Fine:  Toccata Concertante
- 1968 Alberto Ginastera: Piano Concerto, Pianista: Joao Carlos Martin
- 1968 Alberto Ginastera: Variaciones Concertantes
- 1966 Joseph Haydn: Symphony No. 93 in D Major
- 1968 Joseph Haydn: Symphony No. 96 in D Major
- 1964 Zoltán Kodály: Peacock Variations
- 1965 Zoltán Kodály: Harry Janos, Suite
- 1963 Joseph Lanner: Die Mozartisten Waltzes
- 1962 Gustav Mahler: Symphony 1
- 1966 Gustav Mahler: Symphony 3, Solisti: Shirley Verrett con la New England Conservatory Chorus
- 1963 Gustav Mahler: Symphony 5 e Berg, Wozzeck (excerpts) - Curtin/Boston Symphony Orchestra - Grammy Award for Best Orchestral Performance 1965
- 1965 Gustav Mahler: Symphony 6 - Boston Symphony Orchestra - Grammy Award for Best Orchestral Performance 1967
- 1962 & 63  Felix Mendelssohn: A Midsummer Night's Dream, excerpts, Solisti:  Arlene Saunders e Helen Vanni with Berkshire Festival Chorus
- 1964 Gian Carlo Menotti: The Death of the Bishop of Brindisi, Solisti:  Lili Chookasian and George London with members of the Catholic Memorial and St. Joseph's High School Glee Clubs
- 1967 Wolfgang Amadeus Mozart: Symphony 36
- 1969 Wolfgang Amadeus Mozart: Symphony 39
- 1963 Wolfgang Amadeus Mozart: Symphony 41
- 1963 Wolfgang Amadeus Mozart: Eine kleine Nachtmusik
- 1964 Wolfgang Amadeus Mozart: Requiem, Solisti: Endich, Eunice Alberts, DiVirgilio, and Mac Morgan with a chorus of members from the Chorus Pro Musica, New England Conservatory Chorus, St. John's Seminary, Harvard Glee Club, and Radcliffe Choral Society
- 1958 Wolfgang Amadeus Mozart: Le nozze di Figaro, con Lisa Della Casa, Giorgio Tozzi, Roberta Peters, George London, Rosalind Elias - Grammy Award for Best Classical Performance, Operatic or Choral 1960
- 1967 Wolfgang Amadeus Mozart Così fan tutte, con Leontyne Price, Ezio Flagello, George Shirley, Judith Raskin, Sherrill Milnes, Tatiana Troyanos - Grammy Award for Best Opera Recording 1969
- 1959 Giacomo Puccini: Turandot, con Jussi Björling, Renata Tebaldi, Birgit Nilsson, Giorgio Tozzi - Grammy Award for Best Opera Recording 1961
- 1961 Giacomo Puccini: La Bohème, con Anna Moffo, Richard Tucker, Robert Merrill, Giorgio Tozzi
- 1958 Giacomo Puccini: Madama Butterfly, con Anna Moffo, Cesare Valletti, Rosalind Elias, Renato Cesari
- 1962 Giacomo Puccini: Madama Butterfly, con Leontyne Price, Richard Tucker, Rosalind Elias, Philip Maero - Grammy Award for Best Opera Recording 1964
- 1968 Sergei Prokofiev: Symphony 2
- 1966 Sergei Prokofiev: Symphony 3
- 1963 Sergei Prokofiev: Symphony 5
- 1965 Sergei Prokofiev: Symphony 6
- 1966 Sergei Prokofiev: Scythian Suite, Op. 20
- 1968 Sergei Prokofiev: Lt. Kije Suite, Op. 60 with David Clatworthy
- 1963 Sergei Prokofiev: Cello Symphony, Cellista: Samuel Mayes
- 1965 Sergei Prokofiev: Piano Concerto No. 1, Pianista: John Browning
- 1965 Sergei Prokofiev: Piano Concerto No. 2 in G Minor, Op. 16  Pianista: John Browning
- 1967 Sergei Prokofiev: Piano Concerto No. 3, Pianista: John Browning
- 1967 Sergei Prokofiev: Piano Concerto No. 4, Pianista: John Browning
- 1964 Sergei Prokofiev: Piano Concerto No. 5, Pianista: Lorin Hollander
- 1969 Sergei Prokofiev: Piano Concerto No. 5, Pianista: John Browning
- 1964 Sergei Prokofiev: Violin Concerto No. 1, Violinista:  Erick Friedman
- 1966 Sergei Prokofiev: Violin Concerto No. 2 in G Minor, Op. 63  Violinista:  Itzhak Perlman
- 1967 Sergei Prokofiev: Romeo and Juliet - excerpts
- 1963 & 1964 Nikolai Rimsky-Korsakov: Le Coq d'Or, Suite
- 1969 Xavier Scharwenka: Piano Concerto No. 1, Pianista: Earl Wind
- 1964 Arnold Schönberg: Gurre-Lieder - Interlude and Song of the Wood Dove, Solista:  Lili Chookasian
- 1969 Arnold Schönberg: Survivor of Warsaw, Solista:  Sherrill Milnes and the New England Conservatory Chorus
- 1964 Gunther Schuller: Seven Studies on Themes of Paul Klee
- 1963 Robert Schumann: Symphony No. 4
- 1966 Jean Sibelius: Violin Concerto, Violinista: Itzhak Perlman
- 1964 John Philip Sousa: Stars and Stripes Forever
- 1965 Richard Strauss: The Egyptian Helen - Awakening Scene, Leontyne Price/Boston Symphony Orchestra
- 1965 Richard Strauss: Salome - Dance of the Seven Veils, Solista: Leontyne Price
- 1965 Richard Strauss: Salome - Interlude and Final Scene, Solista: Leontyne Price
- 1963 Richard Strauss: Ein Heldenleben, Violinista: Joseph Silverstein
- 1965 Igor' Fëdorovič Stravinskij: Agon
- 1965 Igor' Fëdorovič Stravinskij: Violin Concerto, Violinista: Joseph Silverstein
- 1964 Igor' Fëdorovič Stravinskij: Firebird, Suite
- 1964 Pëtr Il'ič Čajkovskij: Marche Slav
- 1963 Pëtr Il'ič Čajkovskij: Piano Concerto No. 1, Pianista: Arthur Rubinstein/Boston Symphony Orchestra - Miglior interpretazione solista di musica classica con orchestra (Grammy) 1964
- 1966 Pëtr Il'ič Čajkovskij: Piano Concerto No. 1, Pianista: Mischa Dichter
- 1967 Pëtr Il'ič Čajkovskij: Violin Concerto in D Major, Op.35  Violinista: Itzhak Perlman
- 1966 Giuseppe Verdi: Un Ballo in Maschera: Leontyne Price, Shirley Verrett, Reri Grist, Carlo Bergonzi, Robert Merrill, RCA Italiana Orchestra Roma
- 1964 & 1965 Giuseppe Verdi: Requiem, Soloists: Birgit Nilsson, Lili Chookasian, Carlo Bergonzi, and Ezio Flagello con il Chorus Pro Musica
- 1970 Giuseppe Verdi: Aida, con Price/Bumbry/Domingo/London Symphony Orchestra - Grammy Award for Best Opera Recording 1972
- 1962 Richard Wagner: Die Walküre, complete opera, Soloists: Birgit Nilsson, Jon Vickers, Gro Brouwenstijn - London Simphonic Orchestra
- 1967 Richard Wagner: Flying Dutchman, Overture
- 1965 Richard Wagner: Lohegrin, complete opera: Sandoe Konya, Lucine Amara, Rita Gorr, William Dooley. Jerome Hines
- 1965 Richard Wagner: Lohegrin, Act 1 Prelude
- 1965 Richard Wagner: Lohegrin, Act 3 Prelude
- 1967 Richard Wagner: Meistersinger Act 1 Prelude
- 1967 Richard Wagner: Tannhauser, Overture
- 1964 Richard Wagner: Tannhauser, March
- 1967 Richard Wagner: Tristan and Isolde, Prelude
- 1969 Kurt Weill: Kleine Dreigroschenmusik